# محمد معتصم
محمد معتصم (وُلد في 1956 في سطات - توفي في 5 يونيو 2023)، هو جامعي وسياسي مغربي، وكان يشغل قيد حياته منصب مستشار الملك محمد السادس.

## سيرته الذاتية
تابع محمد معتصم دراسته الابتدائية والثانوية في مسقط رأسه، وفي سنة 1977، حصل على إجازة في العلوم السياسية من كلية الحقوق بالرباط، كما حصل على شهادتين للدراسات العليا من نفس الكلية في العلوم السياسية والعلاقات الدولية. وفي سنة 1983، حصل على دبلوم الدراسات العليا من كلية الحقوق بالدار البيضاء، كما ناقش أطروحته لنيل دكتوراه الدولة في العلوم السياسية عام 1988 حول «التطور التقليداني للقانون الدستوري المغربي».
وقد عُيِّن معتصم وزيراً منتدباً لدى الوزير الأول مكلفاً بالعلاقات مع البرلمان في الحكومتين اللتين شكلتا في 11 نوفمبر 1993 برئاسة محمد كريم العمراني و7 يونيو 1994 برئاسة عبد اللطيف الفيلالي، كما عُيِّن في 25 فبراير 1995 مكلفاً بمهمة في الديوان الملكي، وبعد مرور أربع سنوات على ذلك، عين مستشاراً للملك‘.
كما يملك محمد معتصم عضوية في كل من المجلس الدستوري ما بين عامي 1999 و2002 والمجلس الاستشاري لحقوق الإنسان ما بين 2007 و2011.

## الوفاة
في 5 يونيو 2023، توفي محمد معتصم بعد صراع مرير مع المرض في المستشفى العسكري بمدينة الرباط.‘‘‘

## التوشيحات
- في سنة 1995، وشح بوسام العرش من درجة فارس.[10]
- في يوليو 2004، وشح بوسام العرش من درجة فارس.
- في 2004، حاز وسام جوقة الشرف من رتبة قائد من فرنسا.

## الإصدارات
نشر العديد من الإصدارات منها :
- «التجربة البرلمانية بالمغرب»، 1984.
- «الحياة السياسية المغربية 1962-1991»، 1992.
- «الأنظمة السياسية المعاصرة»، 1989.
- «النظام السياسي المغربي»، 1992.
- «النظرية العامة للقانون الدستوري»، 1988.